# Nether Lands (album)
Nether Lands is het vierde muziekalbum van de Amerikaanse singer-songwriter Dan Fogelberg. Fogelberg was net verhuisd naar de Rocky Mountains toen hij werd getroffen door een schrijversblok. Voorts was het een strenge winter, Fogelberg kon eigenlijk geen kant op. Uiteindelijk heeft de natuur hem geïnspireerd om de draad weer op te pakken. Eerste compositie was Loose Ends. De uitleg van de titel vindt u bij de beschrijving van de single met dezelfde titel. Het album zette Fogelberg verder op de kaart, maar toch met name in de Verenigde Staten. Daarbuiten blijft hij relatief onbekend. Het wordt algemeen gezien als een van zijn meest succesvolle albums, maar haalt de Nederlandse lijsten niet. In Nederland wordt wel de single Nether Lands uitgegeven, maar ook die scoort hier niet. Het komt wel vaak voor in de Top 2000. Op dit album speelde Tim Weisberg voor het eerst mee op een album van Fogelberg, de samenwerking zou nog jaren duren. Het album is opgenomen in een vijftal studio's:
- Caribou Ranch, Nederland, Colorado
- Record Plant Studios, Los Angeles, Californië
- Quadrafonic Sound Studios, Nashville, Tennessee
- The Record Plant, Sausalito, Californië
- North Star Studios, Boulder, Colorado

## Musici
Er kwam weer een hele rij (bekende) artiesten naar de studio's:
- Dan Fogelberg – alle instrumenten, zang

met medewerking van:
- Kenneth A. Buttrey - slagwerk
- Don Henley - zang
- Russ Kunkel - conga, slagwerk
- Joe Lala - percussie, conga
- Frank Marocco - accordeon
- Norbert Putnam - basgitaar
- J.D. Souther - zang
- John Stronach - percussie, maraca's, tamboerijn
- Joe Vitale - slagwerk
- Joe Walsh - gitaar
- Tim Weisberg - dwarsfluit

## Composities
Allen van Fogelberg behalve waar aangegeven:
1. "Nether Lands" – 5:32
2. "Once upon a Time" – 3:38
3. "Dancing Shoes" – 3:28
4. "Lessons Learned" – 4:52
5. "Loose Ends" – 5:23
6. "Love Gone By" – 3:04
7. "Promises Made" – 3:18
8. "Give Me Some Time" – 3:20 (met Tim Weisberg)
9. "Scarecrow's Dream" – 4:10
10. "Sketches" – 3:32
11. "False Faces" – 4:52